# Gemma Calvet
Gemma Calvet y Barot (Barcelona, 10 de diciembre de 1966) es jurista, analista política y fue diputada del Parlamento de Cataluña en la X Legislatura.

## Trayectoria académica y profesional
Es licenciada en Derecho por la Universidad Autónoma de Barcelona (1991),  Máster bianual europeo en Justicia Criminal y criminología crítica por la Universidad de Barcelona (1991-1993). Posgrado en Derecho diplomático y consular (ICAB, 2015). Ha ampliado sus estudios con cursos de especialización en derecho sanitario, justicia juvenil, derecho penitenciario, violencia de género del Colegio de Abogados de Barcelona y con la asistencia a seminarios organizados por el AED (Abogados Europeos Demócratas) de ámbito europeo.
Inició su trayectoria como abogada al despacho Cahen & Constantin en Paris en 1990-1991. Ha ejercido de profesional de la abogacía y consultora en Barcelona desde el 1991 y es miembro del Colegio de Abogados de Barcelona dónde ha participado en varias comisiones. Ha sido profesora del Instituto de Seguridad Pública de Cataluña y participa anualmente en oferta de formación universitaria y posgrado. Ha hecho conferencias, charlas, seminarios y formación a entidades públicas y privadas. En el ámbito empresarial y sindical ha elaborado planes de igualdad y formación.
Ha sido miembro del Comité de Ética de la Policía de Cataluña, del Consorcio de Servicios sociales de Barcelona, de la Oficina por la No-discriminación del Ayuntamiento de Barcelona y de la Mesa Penitenciaria de Cataluña. Entre 2001 y 2003 fue directora general de Drogodependencias del Gobierno Vasco.
Ha participado en investigaciones y consultoría a nivel internacional, en República Dominicana (Estudio de la Fiscalía sobre violencia familiar), y en Irlanda norteña (Proceso de paz y dimensión jurídica). Por encargo del Presidente Michael Rattner del Center for Constitutional Rights http://ccrjustice.org/ de Nueva York redactó la querella por crímenes cometidos en Guantánamo  que posteriormente se remitió a la Audiencia Nacional de Madrid.
Desde noviembre de 2015 es directora de la Agencia de Transparencia de la AMB (Área Metropolitana de Barcelona).
Ha colaborado durante más de diez años como articulista de opinión a los diarios El Periódico de Catalunya, Ara  y El Periódico y ha participado semanalmente como analista política en programas de radio y televisión como Las Mañanas de TVC, 59 segundos de TVE-Cataluña, 8 al día, El mundo a RAC1 y el Oráculo de Cataluña Radio.
El septiembre de 2016 publicó el libro ¿Qué nos está pasando?, con prólogo de Xavier Sala Martín, donde, a través de diálogos con personalidades relevantes del ámbito cultural, social y político, hace un análisis crítico y constructivo de la realidad política catalana actual.
Es miembro del Consejo Asesor de la Mesa de Entidades del Tercer Sector Social de Cataluña.
Es miembro de Òmnium Cultural y del Ateneu Barcelonès. No ha militado en ningún partido político.

## Trayectoria política
Su actividad política se circunscribe al periodo 2012-2015.  Ha sido diputada independiente en el Parlamento de Cataluña como representante de la plataforma política Catalunya Sí, al Grupo Parlamentario de Esquerra Republicana de Cataluña por la circunscripción de Barcelona durante la X legislatura y Presidenta de la Comisión de Justicia y Derechos Humanos.   
Ha sido miembro de la Comisión de Investigación sobre las Posibles Responsabilidades Derivadas de la Actuación y la Gestión de las Entidades Financieras y la Posible Vulneración de los Derechos de los Consumidores, de la Comisión de Estudio de los Modelos de Seguridad y Orden Público y del Uso de Material Antiavalots en Acontecimientos de Masas y de la Comisión de Estudio del Derecho a Decidir.
Ha sido Presidenta de Mesa de la Comisión de Justicia y Derechos Humanos, Portavoz en la Comisión de Acción Exterior y de la Unión Europea y portavoz de la Comisión de Interior. Promovió la creación del Grupos de trabajo por el tancamament del Centro de internamiento de extranjeros, en el que se acordaron por amplia mayoría parlamentaria unas conclusiones que adoptaban el cierre del CIE. Ha sido poniendo de la proposición de ley de modificación del artículo 14 de la Ley 1/2006 de la iniciativa legislativa popular, de la ley de transparencia y acceso a la información pública (Ley 19/2014) y ponente conjunta de la proposición de ley de consultas populares no referendàries y participación ciudadana.